# Compagnie des éclaireurs de l'Ouest
La Compagnie des éclaireurs de l'Ouest est un groupe armé actif dans l'Ouest de la France sous la Révolution française. Il a été fondé et dirigé par Jean-Baptiste Carrier.

## Origine
Sous la Révolution française, Jean-Baptiste Carrier créa à Nantes la Compagnie des éclaireurs de l'Ouest. Cette compagnie avait pour mission la collecte de renseignements concernant les déplacements des troupes royalistes dans la région nantaise et le long de la Loire. Elle fut dissoute le 21 frimaire an II (11 décembre 1793).
Pour glaner ses renseignements, Jean-Baptiste Carrier doit pouvoir compter sur des agents éprouvés, capables de mener les missions les plus périlleuses. Il dispose pour cela de ses propres hommes de main (Guillaume Lamberty, Fouquet, Pierre Robin). Parallèlement, il autorise la mise en place d'une compagnie des Éclaireurs de la montagne suggérée par un député de la Société Vincent la Montagne (Forget) lors de la séance du conseil municipal du 5 frimaire (25 novembre). Le 7 frimaire (27 novembre), Jean-Baptiste Carrier ordonne par arrêté la nomination sur-le-champ de trente éclaireurs dont la solde sera prélevée sur la caisse de l'extraordinaire.

## Fonctionnement
Le 12 frimaire (2 décembre) le Comité des Cinq tient sa première séance à la maison Cottin près du siège de l'administration du département. Le Comité des Cinq est composé d'un représentant de la municipalité (Peylet), d'un représentant du District (Houdet), d'un représentant du département (Denghin), d'un membre du Comité de surveillance (Chevalier) et d'un membre de la Société Vincent la Montagne (Thomas). La compagnie des Éclaireurs a pour mission de collecter toutes les informations possibles sur les déplacements des rebelles. Elle ne compta jamais plus de trente membres recrutés parmi les purs sans-culottes et même au sein des "Marat", la terrible "armée révolutionnaire" qui détacha pour la circonstance plusieurs de ses membres. Jean-Baptiste Carrier dégage des fonds importants pour solder les éclaireurs à raison de quinze livres par jour et par homme. Les éclaireurs opèrent parfois seuls mais le plus souvent à deux ou à trois. On conserve des traces de quarante-huit de leurs expéditions dont trois ont peut-être été annulées (celles du 26, 28 et 29 frimaire) car elles n'ont donné lieu à aucun rapport. Ces expéditions se répartissent de façon à peu près équitable : 23 concernent le Nord de la Loire, 20 le Sud et 2 sont mixtes. La grande majorité de ces expéditions n'excède pas une journée de cheval mais certaines apparaissent néanmoins comme de véritables prestations comme la mission conduite entre le 25 et le 29 nivôse par les éclaireurs Lebrun et Hubert qui ont parcouru 200 kilomètres en seulement quatre jours.

## Dissolution
Une vingtaine de jours après la bataille de Savenay, Jean-Baptiste Carrier décide de dissoudre la compagnie : son utilité se fait moins sentir et, par ailleurs la maintenir en fonction c'est enfreindre la loi du 21 frimaire an II (11 décembre 1793) qui a mis fin à l'existence de tous les corps de ce type. Les Éclaireurs nantais semblent avoir agi dans un cadre réglementaire, à partir d'ordres de mission très stricts et en répondant de leurs actes par des rapports précis. Ce qui limitait les risques d'exactions et de bavures de toutes sortes.

## La compagnie des Éclaireurs de Joseph Beilvert, Jean Pinard et Le Batteux
La compagnie des Éclaireurs de Joseph Beilvert, Jean Pinard et Le Batteux après la loi du 21 frimaire an II (11 décembre 1793) ne fut pas dissoute.

### Compagnie des Éclaireurs de Joseph Beilvert[3]
Il a des rapports directs avec Jean-Baptiste Carrier qui l'emploie à diverses missions. Ses crimes n'apparaissent au grand jour qu'à l'époque du procès. Il fut jugé pour l'exécution de quatre cents "brigands", raflés début avril 1794 dans les environs du château d'Aux. Jean-Baptiste Carrier n'est plus à Nantes à l'époque des faits.

### Compagnie de Jean Pinard
En septembre 1793, Jean Pinard passe aux "hussards américains", surnom d'une compagnie composée de Blancs, de Noirs et de mulâtres libres originaires des colonies, commandés par un lieutenant américain Hellot et faisant office, eux aussi, d'éclaireurs auprès de l'armée de l'Ouest.

## Sources et références
1. ↑  Révolution Française Par Ville: Nantes Pendant la Terreur
2. ↑  Jean-Joël Brégeon et  Gérard Guicheteau, « Les Tyrannosaures de la République »
3. ↑  Beilvert de Bouaye (1788-1818)
4. ↑  Revue des Études Napoléoniennes Tome 13
5. ↑  Pierre Bardin, « De la Légion de Saint George au 13ème régiment de chasseurs à cheval », Généalogie et Histoire de la Caraïbe,‎ 2019 (lire en ligne [archive] [PDF])